# 28 mars 2001
Le mercredi 28 mars 2001 est le 87e jour de l'année 2001.

## Décès
- Eugene Price (né le 26 septembre 1932), scénariste américain
- Siegbert Hummel (né le 18 juillet 1908), tibétologue et historien allemand

## Événements
- Publication de Aerodynamic
- Publication de Ai no Bakayarō
- Publication de Distance
- Publication de Garden (chanson)
- Création de Hong Kong Airlines
- Début de Ma famille d'abord
- Publication de Traffic